# Parasasa
Parasasa – osada (buurt) w dzielnicy Mundo Nobo, miasta Willemstad, w dystrykcie Willemstad, w kraju autonomicznym Curaçao, należącym do Holandii, w Ameryce Południowej. 20 października 2023 r. liczyła 283 mieszkańców.  